# Piotr Zaleski (kierowca)
Piotr Zaleski (ur. 1961 w Gdańsku) – polski kierowca wyścigowy i rajdowy oraz przedsiębiorca.

## Biografia
Prawo jazdy otrzymał w wieku 16 lat, wkrótce później uzyskał licencję wyścigową. W 1980 roku zadebiutował Polskim Fiatem 126p w WSMP, a dwa lata później rozpoczął starty w Formule Polonia. W sezonie 1983 wygrał dwa wyścigi i zdobył tytuł mistrzowski z przewagą jednego punktu nad Witoldem Nalewajem. W sezonie 1984 zadebiutował w Formule Easter, ścigając się Promotem. W debiutanckim sezonie zajął dziewiąte miejsce. W 1985 roku był osiemnasty.
Po 1985 roku zrezygnował z kariery sportowej, koncentrując się na prowadzeniu interesów. Po transformacji systemowej prowadził sieć kantorów Conti. W 1995 roku został skazany na sześć miesięcy pozbawienia wolności za pranie brudnych pieniędzy, jedenaście lat później został oczyszczony z tego zarzutu przez Sąd Najwyższy. W 2000 roku wrócił do WSMP, rywalizując BMW M3 w barwach Kostrzak Motorsport. Zaleski zajął wówczas ósme miejsce w klasie samochodów turystycznych i piąte w klasie H+2000. W sezonie 2009 zajął Porsche 911 GT3 czwarte miejsce w klasie Grand Prix Polski.
W 2004 roku podjął rajdową rywalizację historycznym Polonezem 2000, a od 2012 roku startował Porsche 911 SC. W sezonie 2018 zdobył mistrzostwo HRSMP.
Jego syn Christian startuje w wyścigach górskich.

## Wyniki
| Legenda oznaczeń w tabelach wyników Wyświetl szablon na nowej stronie | Legenda oznaczeń w tabelach wyników Wyświetl szablon na nowej stronie                                                                     |
| Oznaczenie                                                            | Wyjaśnienie |
| --------------------------------------------------------------------- | --- |
| Złoty                                                                 | Zwycięzca lub mistrzostwo |
| Srebrny                                                               | 2. miejsce lub wicemistrzostwo |
| Brązowy                                                               | 3. miejsce lub II wicemistrzostwo |
| Zielony                                                               | Ukończył, punktował (w klasyfikacji generalnej, gdy zdobył co najmniej jeden punkt na przestrzeni sezonu, poza trzema powyższymi opcjami) |
| Niebieski                                                             | Ukończył, nie punktował (w klasyfikacji generalnej, gdy nie zdobył co najmniej jednego punktu na przestrzeni sezonu)                      |
| Czerwony                                                              | Nie zakwalifikował się (NZ) |
| Czerwony                                                              | Nie prekwalifikował się (NPK) |
| Różowy                                                                | Nie ukończył (NU) |
| Różowy                                                                | Niesklasyfikowany (NS) (w klasyfikacji generalnej, gdy nie został sklasyfikowany w żadnym wyścigu sezonu)                                 |
| Czarny                                                                | Zdyskwalifikowany (DK) |
| Czarny                                                                | Wykluczony (WYK/EX) |
| Biały                                                                 | Nie wystartował (NW) |
| Biały                                                                 | Kontuzjowany (K/INJ) |
| Biały                                                                 | Wyścig odwołany (OD/C) |
| Bez koloru                                                            | Został wycofany (WYC/WD) |
| Bez koloru                                                            | Nie przybył (NP/DNA) |
| Bez koloru                                                            | Nie brał udziału w treningach (NT/DNP) |
| Bez koloru                                                            | Nie został zgłoszony (–) |
| Pogrubienie                                                           | Start z pole position |
| Kursywa                                                               | Najszybsze okrążenie wyścigu |
| †                                                                     | Nie ukończył, ale jego rezultat został zaliczony ze względu na przejechanie więcej niż 90% dystansu wyścigu.                              |
| *                                                                     | Sezon w trakcie |
| 1/2/3                                                                 | Punktowana pozycja w sprincie kwalifikacyjnym                                                                                             |
| Lista systemów punktacji Formuły 1                                    | |

### Formuła Polonia
| Rok  | Zespół               | Samochód         | Silnik      | Wyniki w poszczególnych eliminacjach | Wyniki w poszczególnych eliminacjach | Wyniki w poszczególnych eliminacjach | Wyniki w poszczególnych eliminacjach | Wyniki w poszczególnych eliminacjach | Pkt. | Msc. |
| ---- | -------------------- | ---------------- | ----------- | ------------------------------------ | ------------------------------------ | ------------------------------------ | ------------------------------------ | ------------------------------------ | ---- | ---- |
| 1982 |                      |                  |             | Polska                               | Polska                               | Polska                               | Polska                               |                                      | 114  | 8    |
| 1982 | Automobilklub Morski | Promot Polonia I | Polski Fiat | ?                                    | ?                                    | 12                                   | 8                                    |                                      | 114  | 8    |
| 1983 |                      |                  |             | Polska                               | Polska                               | Polska                               | Polska                               | Polska                               | 183  | 1    |
| 1983 | Automobilklub Morski | Promot II        | Polski Fiat | 1                                    | 5                                    | 3                                    | NU                                   | 1                                    | 183  | 1    |

### Polska Formuła Easter
| Rok  | Zespół               | Samochód  | Silnik | Wyniki w poszczególnych eliminacjach | Wyniki w poszczególnych eliminacjach | Wyniki w poszczególnych eliminacjach | Wyniki w poszczególnych eliminacjach | Wyniki w poszczególnych eliminacjach | Pkt. | Msc. |
| ---- | -------------------- | --------- | ------ | ------------------------------------ | ------------------------------------ | ------------------------------------ | ------------------------------------ | ------------------------------------ | ---- | ---- |
| 1984 |                      |           |        | Polska                               | Polska                               | Polska                               | Polska                               | Polska                               | 121  | 9    |
| 1984 | Automobilklub Morski | Promot II | Łada   | 4                                    | -                                    | 6                                    | 4                                    | NU                                   | 121  | 9    |
| 1985 |                      |           |        | Polska                               | Polska                               | Polska                               | Polska                               | Polska                               | 84   | 18   |
| 1985 | Automobilklub Morski | Promot II | Łada   | NU                                   | 4                                    | 3                                    | NU                                   | NU                                   | 84   | 18   |